# Penikisite
La penikisite è un minerale appartenente al gruppo della bjarebyite.